# Lagynochthonius mordor
Espèce
Lagynochthonius mordor est une espèce de pseudoscorpions de la famille des Chthoniidae.

## Distribution
Cette espèce est endémique du Queensland en Australie. Elle se rencontre dans la grotte Tier Cave à Mount Mulgrave Station.

## Description
Le mâle holotype mesure 1,83 mm et la femelle paratype 1,85 mm.

## Étymologie
Son nom d'espèce lui a été donné en référence au lieu de sa découverte, North Mordor Tower.

## Publication originale
- Harvey, 1989 : Two new cavernicolous chthoniids from Australia, with notes on the generic placement of the southwestern Pacific species attributed to the genera Paraliochthonius Beier and Morikawia Chamberlin (Pseudoscorpionida: Chthoniidae). Bulletin of the British Arachnological Society, vol. 8, no 1, p. 21-29 (texte intégral).